# Marimunt
La partida de Marimunt (o Marimon) és una zona del terme municipal de Lleida. Essencialment rural que limita amb la ciutat de Lleida (barri Secà de Sant Pere) per la banda sud, per la banda nord limita amb la població de Torrefarrera i Torre-serona, per la banda est amb Torre-serona, Llívia i per l'oest limita amb Gualda.
Actualment la partida de Marimunt ha sofert canvis en la seva imatge, els agricultors alguns joves i la majoria gent gran (que ha treballat la terra tota la seva vida) han contribuït al canvi. Els camps de regadiu han estat plantats per arbres joves, de reg de goteig. Al camp treballen amb maquinària moderna que facilita molt la feina.
D'altra banda, la construcció de noves infraestructures com l'autovia dona una imatge més urbanita a les terres.